# Municipio de Coddle Creek
El municipio de Coddle Creek (en inglés: Coddle Creek Township) es un municipio ubicado en el  condado de Iredell en el estado estadounidense de Carolina del Norte. En el año 2010 tenía una población de 32.599 habitantes.

## Geografía
El municipio de Coddle Creek se encuentra ubicado en las coordenadas 35°34′32.49″N 80°48′28.26″O / 35.5756917, -80.8078500.